# O, Yeah! Ultimate Aerosmith Hits
O, Yeah! The Ultimate Aerosmith Hits es una recopilación de la banda de Hard rock Aerosmith, lanzada en 2002 por Columbia Records y Geffen Records. Incluye 28 de los mayores éxitos de la banda en orden cronológico y abarca toda la historia de la agrupación hasta 2002. También se incluyen dos nuevas canciones, "Girls of Summer" y "Lay it Down".

## Lista de canciones

### Disco uno
1. "Mama Kin" (Tyler), de Aerosmith – 4:26
2. "Dream On" (Tyler), de Aerosmith – 4:25
3. "Same Old Song and Dance" (Perry, Tyler), de Get Your Wings – 3:53
4. "Seasons of Wither" (Tyler), de Get Your Wings – 5:25
5. "Walk This Way" (Perry, Tyler), de Toys In The Attic – 3:39
6. "Big Ten Inch Record" (Weismantel), de Toys In The Attic – 2:14
7. "Sweet Emotion" (Hamilton, Tyler), de Toys In The Attic – 4:35
8. "Last Child" (Tyler, Whitford), de Rocks – 3:21
9. "Back in the Saddle" (Perry, Tyler), de Rocks – 4:40
10. "Draw the Line" (Perry, Tyler), de Draw The Line - 3:44
11. "Dude (Looks Like a Lady)" (Child, Perry, Tyler), de Permanent Vacation – 4:23
12. "Angel" (Child, Tyler), de Permanent Vacation – 5:07
13. "Rag Doll" (Knight, Perry, Tyler, Vallance), de Permanent Vacation – 4:24
14. "Janie's Got a Gun" (Hamilton, Tyler), de Pump – 5:28
15. "Love in an Elevator" (Perry, Tyler), de Pump – 5:23
16. "What it Takes" (Child, Perry, Tyler), de Pump – 5:12

### Disco dos
1. "The Other Side" (Dozier, Holland, Holland, Tyler, Vallance), de Pump – 4:06
2. "Livin' on the Edge" (Hudson, Perry, Tyler), de Get A Grip – 6:21
3. "Cryin'" (Perry, Rhodes, Tyler), de Get A Grip – 5:08
4. "Amazing" (Supa, Tyler), de Get A Grip – 5:55
5. "Deuces Are Wild" (Tyler, Vallance), de Big Ones – 3:36
6. "Crazy" (Child, Perry, Tyler), de Get A Grip – 5:17
7. "Falling in Love (Is Hard on the Knees)" (Ballard, Perry, Tyler), de Nine Lives – 3:28
8. "Pink [The South Beach Mix]" (Ballard, Supa, Tyler), de Nine Lives – 3:54
9. "I Don't Want to Miss a Thing" {de Armageddon) (Warren) – 4:59
10. "Jaded" (Tyler, Frederiksen), de Just Push Play – 3:35
11. "Just Push Play" [radio remix] (Dudas, Hudson, Tyler), de Just Push Play – 3:12
12. "Walk This Way" [with Run-D.M.C.] (Perry, Tyler), de Raising Hell (Run-D.M.C.)– 5:11
13. "Girls of Summer" (Frederiksen, Perry, Tyler) – 3:15
14. "Lay It Down" (DeGrate, Frederiksen, Perry, Tyler) – 3:50
15. "Come Together" [*] (John Lennon, Paul McCartney) – 3:45
16. "Theme From Spider Man" [*] (Harris, Webster) – 2:57
17. "Toys in the Attic" [*] (Perry, Tyler) – 3:05

- *Bonus tracks disponibles solo en algunas versiones